# Axinandra coriacea
Axinandra coriacea är en tvåhjärtbladig växtart som beskrevs av Henri Ernest Baillon. Axinandra coriacea ingår i släktet Axinandra och familjen Melastomataceae. Inga underarter finns listade i Catalogue of Life.